# Alojz Zoratti
Alojz Zoratti, slovenski kipar, rezbar in pozlatar italijanskega rodu, * 21. oktober 1874, Maribor, † 25. januar 1960, Maribor.

## Življenje in delo
Alojz Zoratti sin Angela Zorattija se je obrti izučil v očetovi delavnici in hkrati v zimskem času obiskoval obrtno šolo v Gradcu. Po pomočniškem izpitu je delal pri očetu še leto dni, nato pa se odpravil v svet: v Celovec k A. Sieszu (6 mesecev), Sankt Pölten k A. Hanelu ter na umetniški zavod v Lienz. Ko je odslužil vojaščino, se je zaposlil pri pozlatarju W. Sirachu v Gradcu, od tam ga je pot vodila v Mayer'sche Kunstanstalt v München, kjer so izdelovali cerkveno opremo in umetniško pohištvo. Delal je še v ateljeju arhitekta Elsnerja in se pri njem učil risanja. Devet mesecev se je zadržal pri F. Stufleserju v St. Ulrich-Grödnertail (sedaj St. Ulrich-Ortisei) na Tirolskem in poslej potoval po severni Italiji in se okoli 1900 vrnil v Maribor. Leta 1906 je prevzel očetovo delavnico, zaposloval do 6 pomočnikov, po 1948 je delavnico opustil, a sam še delal do 1954.
Zonattijeva delavnica je obnovila številne cerkve na slovenskem Štajerskem in na Hrvaškem, tudi po naročilu deželnega konzervatorskega urada v Gradcu (npr. v krajih Brestanica, Gornji Grad, Podgorje pri Slovenj Gradcu, Slovenj Gradec in drugod). Zoratti je restavriral ali sam izdelal veliko cerkvenik kipov, celotnih oltarjev, križevih potov (npr. 1911 v Kotljah), prižnic, božjepotnih znamenj in drugo.  Njegova pomembnejša dela so v Ormožu in Cirkulanah, na Muti je prenovil 3 baročne oltarje, v tamkajšnji rotundi pa odkril freske. Precej je delal tudi na Hrvaškem, v Bački, Banatu in , mdr. v Zelini (oltar pri sv. Ivanu), Karlovcu, Maruševcu (Hrvaško Zagorje). Rakovcu, Krnjaji idr. Pri obnavljanju velikega oltarja v frančiškanski cerkvi v Varaždinu je odkril star pergament, ki dokumentira provenienco tega oltarja iz 1634. Za Pokrajinski muzej v Mariboru je restavriral 36 slik.
Zonatti je zadnji iz vrste štajerskih podobarjev, katerih delovno izročilo je izviralo še iz 19. stoletja. Z zatonom baroka ob koncu 18. stoletja se končuje veliko obdobje rezbarstva in pozlatarstva. Pobaročni čas je sicer še nudil pozlatarjem s cerkvenimi naročili obilo dela in zaslužka (zlatili poleg novih še stare, baročne kipe) in se je rezbarska ustvarjalnost napajala ob baročnih vzorih še daleč v 19. stol., proti koncu tega stol. pa začela vse bolj bledeti. Tudi Zorattijevo delo kaže značilnosti podobarstva poznega 19. stol., upoštevamo ga predvsem zaradi obrtne spretnosti v izumirajoči pozlatarski stroki. Njegovi kiparski izdelki pa, če jih merimo po baročnih vzorih, ki so v podobarstvu ostali v veljavi bolj ali manj vse do naših dni, so po, umetniškem izrazu znatno  šibkejši.